# Szpital w Tarnobrzegu
Wojewódzki Szpital im. Zofii z Zamoyskich Tarnowskiej w Tarnobrzegu – szpital w Tarnobrzegu położony przy ulicy Szpitalnej 1.

## Historia
Źródło:
- 19 lutego 1902 roku – akt fundacyjny.
- 12 lutego 1904 roku, po dwóch latach od podjęcia decyzji o budowie, szpital został oddany do użytku publicznego.
- 22 grudnia 1904 – nadanie szpitalowi imienia Zofii z Zamoyskich Tarnowskiej.
- 17 października 2018 – uroczystość wkopania sybolicznej łopaty pod budowę Ośrodka Radioterapii[2].
- styczeń 2020 – przyjęcie pierwszych pacjentów do nowo otwartego Zakładu Radioterapii[3].

## Oddziały
- Wewnętrzny
- Reumatologiczny
- Kardiologiczny
- Otolaryngologiczny
- Okulistyczny
- Pediatryczny
- Centrum Onkologiczne
- Noworodków
- Chirurgii Ogólnej
- Ortopedii
- Blok operacyjny
- Anestezjologii
- Położniczo-Ginekologiczny i Patologii Ciąży
- SOR
- Neurologii z oddziałem Udarowym

## Diagnostyka
- Obrazowa
- Laboratoryjna
- Pracownia Mikrobiologii
- Rehabilitacja
- Fizykoterapia
- Pracownia Immunologii
- Pracownia Histopatologii
- Pracownia Endoskopii
- Pracownia Fizyki Medycznej

## Poradnie specjalistyczne
- gastroenterologiczna
- onkologiczna
- reumatologiczna
- kontroli rozwoju noworodka i niemowlęcia
- logopedyczna
- kardiologiczna
- dla Kobiet
- laryngologiczna
- chirurgiczna
- chirurgii dziecięcej
- chirurgii urazowo - ortopedycznej